# Gazdasági munkaközösség
A gazdasági munkaközösség (GMK) a közös név alatt működő polgári jogi társaság egy sajátos formája volt Magyarországon, amelyet magánszemélyek fogyasztási és egyéb szolgáltatás teljesítésére, kisüzemi termelés és a gazdálkodó szervezetek tevékenységét kiegészítő tevékenység közös végzésére, továbbá az ilyen tevékenységek szervezésére, elősegítésére hozhattak létre. A gazdasági munkaközösség jogi személyiséggel nem rendelkezett, társasági szerződéssel legalább kettő, de legfeljebb harminc tag hozhatta létre. Gazdasági munkaközösséget 1982. január 1-től lehetett létesíteni Magyarországon. A gazdasági társaságokról szóló 1997. évi CXLIV. törvény rendelkezései folytán 2000 júniusától a gazdasági munkaközösség mint önálló társasági forma megszűnt, ezt követően a GMK-k társasági szerződésük megfelelő módosítása után mint közkereseti társaságok működhettek tovább, vagy más gazdasági társasággá kellett átalakulniuk.
Sajátos változata volt a gazdasági munkaközösségnek a vállalati gazdasági munkaközösség (VGMK).

## Története
Magyarországon az 1980-as évek elején a kisvállalkozások újabb szervezeti formáit vezették be.
Az Elnöki Tanács a gazdasági munkaközösségekről szóló  1981. évi 15. számú törvényerejű rendelet 1. §-ával felhatalmazást adott a Minisztertanácsnak, hogy „a gazdasági munkaközösségek létesítésére, szervezetére, gazdálkodására és megszűnésére vonatkozó rendelkezéseket a Polgári Törvénykönyvnek a polgári jogi társaságra irányadó szabályaitól eltérően állapítsa meg”. A tvr. 2. §-a intézkedett az 1982. január 1-jei hatályba lépésről. A tvr. ezen felül semmiféle rendelkezést nem tartalmazott, tehát a Minisztertanács végrehajtási rendeletére bízta valamennyi részletszabály rendezését. A tág felhatalmazást a Minisztertanács úgy pontosította, hogy a rendeletében foglalt eltérésekkel a Polgári Törvénykönyvnek a polgári jogi társaságra vonatkozó szabályait kell alkalmazni. A polgári jogi társaságtól való eltérés – többek között –, hogy a gazdasági munkaközösség saját neve alatt működött, bejegyezték a cégjegyzékbe. 1988-tól a munkaközösségekre a közkereseti társaság szabályait alkalmazták. Az 1997. évi változtatások szerint a gazdasági munkaközösség mint önálló jogi kategória 2000 júniusától megszűnt. Az akkor fennállt GMK-k közkereseti társaság formájában működhettek tovább, vagy átalakulhattak valamilyen gazdasági társasággá.

## Fogalma
„Magánszemélyek fogyasztási- és egyéb szolgáltatás, kisüzemi termelés és a gazdálkodó szervezetek tevékenységét kiegészítő tevékenység végzésére, valamint ezek szervezésére és elősegítésére társasági szerződéssel gazdasági munkaközösséget (a továbbiakban: munkaközösség) hozhatnak létre.” Ugyanakkor kereskedelmi tevékenységet a GMK nem végezhetett; munkaközösséget azonban „kereskedelmi tevékenység szervezésére és elősegítésére” létre lehetett hozni.
Kifejezetten kimondta az MT rendelet, hogy a kisiparosok  a munkaközösséggel fennálló tagsági viszonyuk mellett továbbra is működhetnek kisiparosként.

## Főbb szabályai

### Létesítése
A GMK-t magánszemélyek alapíthatták társasági szerződéssel. Legalább 2, legfeljebb 30 tag hozhatta létre. A munkaközösséget a cégjegyzékbe is be kellett jegyezni.

### Szervezete
A tagok maguk közül egy vagy több képviselőt (köznapi szóhasználattal: közös képviselőt) választottak a munkaközösség ügyeinek vitelére és a tagok képviseletére. Több képviselő csak együtt járhatott el (kivéve azt, hogy a „halaszthatatlanul sürgős intézkedéseket” egyikük is megtehette, ha ezzel a munkaközösséget károsodástól óvta meg).

### Gazdálkodása
Induló vagyona: pénz + apport (a pénzt, a helyettesíthető és az elhasználható dolgokat a társaság tulajdonába, az egyéb dolgokat használatába kell adni).

### Megszűnése
- A munkaközösség megszűnését be kellett jelenteni a nyilvántartást vezető szakigazgatási szervnek, illetve a cégjegyzékbe is be kellett jegyezni.[9]

## A vállalati gazdasági munkaközösség
A gazdasági munkaközösségekről szóló kormányrendelet rendelkezett a vállalati gazdasági munkaközösségek létrehozásának lehetőségéről is, akként, hogy meghatározta a GMK szabályozásától eltérő rendelkezéseket.
Sárközy Tamás 1987-ben írta:

„Tulajdonképpen a vgmk-k esetében egy szövetkezeti szakcsoporthoz hasonló jelenségről, alapvetően belső vállalakozásról (ú.n. autonóm munkacsoportról) van szó, amelyre eleve helytelen volt ráerőltetni az önálló gmk-ra irányadó formaságokat (cégbejegyzés, többszörös államigazgatási ellenőrzés). 1981-ben azonban a tapasztalatok hiányában nem lehetett ellenállni az ilyen fékek beépítését célzó követelésnek.Ma már viszont megalapozottan javasolható, – sajnos ez 1986. január elsejétől nem valósult meg a gmk-jogszabály módosításánál, hogy a tisztán befelé dolgozó vgmk esetében ezek a bürokratikus engedélyezési-ellenőrzési formaságok megszűnjenek. A vgmk "áltársaság", cégjegyzékbe való bejegyzése – akárcsak a szakcsoporté – nem indokolt.”